# Vale do Sousa
Vale do Sousa (port. Vale do Sousa ComUrb) – pomocnicza jednostka administracji samorządowej. W skład zespołu wchodzi 6 gmin (posortowane według liczby mieszkańców): Paredes, Penafiel, Felgueiras, Paços de Ferreira, Lousada oraz Castelo de Paiva. W roku 2001 populacja zespołu wynosiła 327 768 mieszkańców.